# Puya cardenasii
Puya cardenasii — вид квіткових рослин родини бромелієвих (Bromeliaceae).

## Поширення
Ендемік Болівії.